# Lemnos
Lemnos (în greacă Λήμνος) este o insulă situată în partea de nord a Mării Egee. Din punct de vedere administrativ aparține prefecturii Lesbos, având o suprafață de 477 km². Relieful este în mare parte plat, în partea de nord-vest fiind deluros (zona cea mai înaltă este Muntele Vigla, 470 m). Orașele principale sunt Myrina, pe coasta de vest și Moudros pe țărmul estic. Myrina (aka Kastro, înseamnă Castel) are un port foarte bun, aflat în proces de modernizare. Lemnos este faimoasă pentru brânzeturile sale: feta și melipasto, precum și pentru iaurtul tipic. În perioada bizantină, Lemnos era grânarul Constantinopolului. Tot la Lemnos se produce probabil cea mai bună miere din lume. Insula are de asemenea un aeroport foarte bun.

Insula Lemnos.

## Noul sistem de alfabet grecesc
„De la mijlocul secolului al VIII-a î.en. apare un nou sistem de alfabet grecesc adoptat de la fenicieni. Grecii au adaptat sistemul de scriere feniciană, introducând în special caractere pentru sunete vocale și creând astfel primul sistem de scriere cu adevărat alfabetic ( spre deosebire de Abjad ) . Noul alfabet s-a răspândit rapid în întreaga Mediterană și a fost folosit pentru a scrie nu numai în limba greacă, dar, de asemenea, în limbile frigienilor și altele din estul Mediteranei. Odatǎ ce grecii au stabilit colonii vestice în Sicilia și Italia, influența noului alfabet s-a extins. S-a descoperit un artefact din ceramică Euboean inscripționat cu câteva rânduri scrise în alfabetul grecesc care se referă la "Cupa lui Nestor ", într-un mormânt de la Pithekoussae ( Ischia ) ce datează din 730 î.en. și pare a fi cea mai veche referință scrisă a Iliadei. Etruscii au beneficiat de inovație : o variantǎ a limbii italice s-a răspândit în întreaga Italia din secolul al VIII-lea. Alte variante ale alfabetului apar pe Stela de la Lemnos și în alfabetele din Asia Mică. ”